# Collabora
Collabora是一間由Robert McQueen、Philippe Kalaf與Robert Taylor於英國劍橋成立的全球化私人公司，其在劍橋與蒙特利尔設有辦公室。其提供了開放原始碼諮詢、訓練與產品給其他公司。
Collabora最初著重於即時通訊、網際協議通話技術與視訊會議科技，但它也很快地拓展其產品到一般的多媒體、行動網路科技、協作基礎設施、汽車資訊娛樂平臺、圖形最佳化、多媒體互操作性與生產力軟體。其 Collabora Productivity 部門，是LibreOffice的主要開發者之一。
2015年時，英國政府的皇冠商業服務（英語：Crown Commercial Service）宣佈在所有非營利政府組織導入Collabora GovOffice與Collabora CloudSuite。

## 由Collabora贊助或建立的專案
- LibreOffice：Collabora Productivity販售對辦公室套裝軟體的支援與開發服務。前SUSE的開發團隊於2013年9月加入Collabora[5][6]。

2015年，此公司宣佈與IceWarp合作開發LibreOffice線上版。
2015年12月15日，此公司宣佈與ownCloud合作並推出CODE（Collabora線上開發版本），是LibreOffice線上版與ownCloud伺服器的散佈版
2016年6月2日，此公司釋出了Collabora Online 1.0 “Engine”，被稱為是Collabora Online的第一個可用於生產的版本。
2016年11月2日，再釋出CODE 2.0，其中包含了「最新且最多顧客要求的功能：協作編輯」。
包含LibreOffice-From-Collabora、Collabora Office與Collabora GovOffice在內的LibreOffice帶品牌版本。
- GStreamer：多媒體框架。
- D-Bus：自由且開放原始碼的行程間通訊系統。
- PulseAudio：相容於POSIX的作業系統的音效系統，其被大多數GNU/Linux開放原始碼發行版用做預設的音訊伺服器。
- Wayland與Weston（顯示伺服器協定）
- Linux内核的藍牙子系統：Collabora雇用了Gustavo Padovan，他是Linux核心藍牙子系統的維護者[14]，也對BlueZ有所貢獻。
- Farstream與Telepathy：一個由Collabora創立者所打造的VoIP與協作框架。包含了Empathy聊天客戶端。
- Pitivi與GES：自由软件桌面的影片編輯器。在2008年至2009年間，Collabora的多媒體事務部努力改善Pitivi[15]。GES函式庫最初由Collabora於2011年建立，提供在MeeGo平臺上編輯影片的能力[16]。
- Maynard，一個Weston殼層
- vkmark （页面存档备份，存于）, 一個可延伸的 Vulkan 效能測試工具[17]
- Zink（页面存档备份，存于）, 一個在 Vulkan 之上，透過 Mesa Gallium 的 OpenGL 實作[18]
- Monado（页面存档备份，存于）, 一個 GNU/Linux 上運作的自由與開放原始碼的延展實境(XR) (VR/AR/MR) 平台 OpenXR Runtime，支援 Sony PlayStation VR 硬體驅動。 [19]

## 外部連結
- 官方网站